# Reform Párt (Amerikai Egyesült Államok)
Az Amerikai Egyesült Államok Reformpártja (angolul: Reform Party of the United States of America, rövidítve: RPUSA) vagy csak Reform Párt nevű centrista politikai pártot Ross Perot alapította 1995-ben az Egyesült Államokban.
Perot úgy vélte hogy az amerikaiak kiábrándultak az állami politikából, korrupció és a létfontosságú kérdésekkel való megbirkózás képtelensége miatt. Miután a választók 18,9 százaléka rá szavazott független jelöltként 1992-ben, megalapította a Reform Pártot, amelyet egy életképes alternatívaként mutatott be a Republikánusok és a Demokraták ellen. A Reform Párt elnökjelöltjeként a szavazatok 8,4%-át kapta meg 1996-ban. Ugyan egyetlen elektori szavazatot sem kapott, azóta nem volt más kispárti- vagy független jelölt, aki a szavazatok ekkora arányát elnyerte.
A párt több elnökjelöltet indított, köztük Pat Buchanant és Ralph Nadert. A legjelentősebb győzelmük Jesse Ventura megválasztása volt, mint Minnesota kormányzója 1998-ban, bár terminusa közben elhagyta a pártot. Donald Trump a Reform Párt tagja volt a rövid 2000-es elnöki kampánya alatt. 2000-ben belharcok és botrányok miatt jelentősen csökkent a párt népszerűsége és jelentősége az amerikai politikában. Kezdve Buchanan gyenge teljesítményével 2000-ben, egyetlen Reform Párti elnökjelölt sem nyerte el a szavazatok 1%-át.

## Legjobb eredmények szövetségi választásokon
| Hivatal               | Százalék | Kerület                        | Év   | Helyezet | Jelölt              |
| --------------------- | -------- | ------------------------------ | ---- | -------- | ------------------- |
| Elnök                 | 14.19    | Maine                          | 1996 | 3.       | Ross Perot          |
| Elnök                 | 13.56    | Montana                        | 1996 | 3.       | Ross Perot          |
| Elnök                 | 12.71    | Idaho                          | 1996 | 3.       | Ross Perot          |
| Amerikai szenátus     | 15.42    | Mississippi                    | 2002 | 2.       | Shawn O’Hara        |
| Amerikai szenátus     | 8.37     | Kansas                         | 2002 | 3.       | George Cook         |
| Amerikai szenátus     | 6.98     | Minnesota                      | 1996 | 3.       | Dean Barkley        |
| Amerikai képviselőház | 33.70    | Florida 5. választókerület     | 1998 | 2.       | Jack Gargan         |
| Amerikai képviselőház | 21.09    | Kalifornia 21. választókerület | 1998 | 2.       | John Evans          |
| Amerikai képviselőház | 20.99    | Mississippi 1. választókerület | 2004 | 2.       | Barbara Dale Washer |
| Kormányzó             | 36.99    | Minnesota                      | 1998 | 1.       | Jesse Ventura       |
| Kormányzó             | 15.33    | Kentucky                       | 1999 | 3.       | Gatewood Galbraith  |
| Kormányzó             | 2.08     | New Hampshire                  | 1996 | 3.       | Fred Bramante       |

## Elnöki kampányok
| Év   | Elnökjelölt           | Állam       | Előző pozíció                                                                      | Alelnökjelölt     | Állam                | Előző pozíció | Szavazatok                                  | Jegyzetek |
| ---- | --------------------- | ----------- | ---------------------------------------------------------------------------------- | ----------------- | -------------------- | --- | ------------------------------------------- | --------- |
| 1996 | Ross Perot            | Texas       | üzletember Amerikai elnökjelölt (1992)                                             | Pat Choate        | Washington (főváros) | Közgazdász | 8 085 294 (#3) (8,4%) 0 elektori szavazatok |           |
| 2000 | Pat Buchanan          | Virginia    | A Fehér Ház kommunikációs igazgatója (1985–1987) Amerikai elnökjelölt (1992; 1996) | Ezola Foster      | Kalifornia           | Aktivista Kalifornia 48. államgyűlési körzet jelöltje (1986)                                                           | 448 895 (#4) (0,4%) 0 elektori szavazatok   |           |
| 2004 | Ralph Nader           | Connecticut | ügyvéd, aktivista Amerikai elnökjelölt (1996; 2000)                                | Peter Camejo      | Kalifornia           | Berkeley polgármesterjelölt (1967) Amerikai elnökjelölt (1976) Kalifornia kormányzói jelölt (2002; 2003)               | 465 151 (0,4%) 0 elektori szavazatok        |           |
| 2008 | Ted Weill             | Mississippi | jelölt az Egyesült Államok szenátusába Mississippi-ből (1996)                      | Frank McEnulty    | Kalifornia           | üzletember | 481 (0,0004%) 0 elektori szavazatok         |           |
| 2012 | Andre Barnett         | New York    | vállalkozó                                                                         | Ken Cross         | Arkansas             | mérnök, üzletember | 962 (0,001%) 0 elektori szavazatok          | [ 4 ]     |
| 2016 | Rocky De La Fuente    | Kalifornia  | üzletember                                                                         | Michael Steinberg | Florida              | Ügyvéd Florida 47. választókerület képviselőjelöltje (2002; 2010) Florida 11. választókerület képviselőjelöltje (2006) | 33 136 (#9) (0,02%) 0 elektori szavazatok   |           |
| 2020 | Rocky De La Fuente    | Kalifornia  | üzletember Amerikai elnökjelölt (2016)                                             | Darcy Richardson  | Florida              | Történész Író Florida Reform Párt kormányzójelöltje (2018)                                                             | 88 238 (#5) (0,06%) 0 elektori szavazatok   | [ 5 ]     |
| 2024 | Robert F. Kennedy Jr. | Kalifornia  | ügyvéd, aktivista                                                                  | Nicole Shanahan   | Kalifornia           | ügyvéd, technológus | 681 450 (#4) (0,46%) 0 elektori szavazatok  | [ 6 ]     |

## Fordítás
Ez a szócikk részben vagy egészben  a   Reform Party of the United States of America című angol Wikipédia-szócikk ezen változatának fordításán alapul.  Az eredeti cikk szerkesztőit annak laptörténete sorolja fel. Ez a jelzés csupán a megfogalmazás eredetét és a szerzői jogokat jelzi, nem szolgál a cikkben szereplő információk forrásmegjelöléseként.